# Костанєвиця-на-Красу
Костанєвиця-на-Красу (словен. Kostanjevica na Krasu) — один з основних пунктів і адміністративний центр общини Мирен-Костанєвиця, Регіон Горишка, Словенія. Висота над рівнем моря: 269,7 м. Розташоване у північно-західній частині плато Крас недалеко від м. Нова Гориця та кордону з Італією.

## Історія
Протягом більшої частини своєї історії, поселення було частиною графства Гориця і Градишка. Костанєвиця була спалена 29 вересня 1944 німецькою армією. Після Другої світової війни нове село, яке дуже сильно відрізнялося від колишнього, було побудоване на тому ж місці.